# Distretto di Nam Som
Il distretto di Nam Som (in thailandese: น้ำโสม) è un distretto (amphoe) della Thailandia, situato nella provincia di Udon Thani.